# Пјанига
Пјанига (итал. Pianiga) је насеље у Италији у округу Венеција, региону Венето.
Према процени из 2011. у насељу је живело 6169 становника. Насеље се налази на надморској висини од 6 м.

## Становништво
Према резултатима пописа становништва 2011. у општини је живело 11.968 становника.
| 1931. | 1936. | 1951. | 1961. | 1971. | 1981. | 1991. | 2001. | 2011.  |
| ----- | ----- | ----- | ----- | ----- | ----- | ----- | ----- | ------ |
| 6.152 | 6.118 | 6.411 | 6.608 | 7.805 | 8.605 | 8.895 | 9.168 | 11.968 |